# Diodórosz Kronosz
Diodórosz Kronosz (Kr. e. 4. század) görög filozófus.
A káriai Iaszoszból származott, Ptolemaiosz Szótér udvarában élt. A megarai iskolához tartozó filozófus és nyelvész volt. Említi Diogenész Laertiosz, Sztrabón és Cicero, munkái nem maradtak fenn.